# María Eugenia Venegas Renauld
María Eugenia Venegas Renauld (Escazú, 23 de octubre de 1952) es una educadora costarricense, que se ha desempeñado como decana de la Facultad de Educación de la Universidad de Costa Rica y como diputada de la Asamblea Legislativa de Costa Rica, ocupando el 8° puesto de la provincia de San José por el Partido Acción Ciudadana. Es hija de Rudy Venegas Moreno y Ángela Eugenia Renauld Campos, tiene dos hijos, María Antonia y Esteban Solís Venegas.

## Estudios
María Eugenia Venegas es doctora en educación con graduación de honor por la Universidad de Costa Rica. Su tesis de doctorado se denomina «El concepto “formación” en la Ley Fundamental de Educación de Costa Rica y en sus raíces en el pensamiento pedagógico de Occidente». También es Magister Scientiae en educación con énfasis en Investigación, licenciada en la Enseñanza de la química y bachiller en educación por la Universidad de Costa Rica.

## Docencia
Como docente se ha desempeñado como catedrática de la Universidad de Costa Rica, Decana de la Facultad de Educación (diciembre 2005 a noviembre de 2009) y directora del departamento de docencia universitaria (septiembre 2000 a agosto de 2002; marzo 2004 a noviembre de 2005) en la Universidad de Costa Rica.

## Diputación
El 17 de marzo de 2010, el Tribunal Supremo de Elecciones de Costa Rica anuncia formalmente la lista de los diputados que integrarán la Asamblea Legislativa para el período 2010-2014, confiriendo a María Eugenia Venegas el 8° lugar por la provincia de San José.